# Sixième arrondissement électoral de l'Aisne
Le sixième arrondissement électoral de l'Aisne est une ancienne circonscription législative de l'Aisne sous la monarchie de Juillet de 1831 à 1848.

## Description géographique et démographique
Le sixième arrondissement électoral de l'Aisne regroupe l'ensemble de l'arrondissement de Soissons. Elle était l'une des 7 circonscriptions législatives du département de l'Aisne. 
Étant basé sur un suffrage censitaire, un collège électoral se réunit à Soissons pour élire le député de l'arrondissement, selon les termes définis par la loi. Un cens de 200 francs est nécessaire pour être électeur et un cens de 500 francs est obligatoire pour être éligible.
Créée par la loi du 19 avril 1831, elle regroupait les divisions administratives suivantes : le canton de Braisne, le canton d'Oulchy-le-Château, le canton de Soissons, le canton de Vailly, le canton de Vic-sur-Aisne et le canton de Villers-Cotterêts.
Elle disparaît le 24 février 1848, jour de la chute de la monarchie de Juillet et de la proclamation de la Deuxième République. 
Le gouvernement provisoire de la nouvelle république supprime, par le décret du 5 mars 1848, le découpage électoral avec l'introduction du scrutin de liste majoritaire à un tour départemental et du suffrage universel masculin.

## Historique des députations
| Législature      | Début            | Fin             | Député           | Parti / Idéologie | Parti / Idéologie      | Observation                                                 |
| ---------------- | ---------------- | --------------- | ---------------- | ----------------- | ---------------------- | ----------------------------------------------------------- |
| IIe législature  | 23 juin 1831     | 25 mai 1834     | Armand Lherbette |                   | Majorité ministérielle | Avocat Dissolution le 25 mai 1834 par Louis-Philippe Ier    |
| IIIe législature | 31 juillet 1834  | 3 octobre 1837  | Armand Lherbette |                   | Majorité ministérielle | Avocat Dissolution le 3 octobre 1837 par Louis-Philippe Ier |
| IVe législature  | 18 décembre 1837 | 2 février 1839  | Armand Lherbette |                   | Opposition dynastique  | Avocat Dissolution le 2 février 1839 par Louis-Philippe Ier |
| Ve législature   | 4 avril 1839     | 12 juin 1842    | Armand Lherbette |                   | Opposition dynastique  | Avocat Dissolution le 12 juin 1842 par Louis-Philippe Ier   |
| VIe législature  | 26 juillet 1842  | 6 juillet 1846  | Armand Lherbette |                   | Opposition dynastique  | Avocat Dissolution le 6 juillet 1846 par Louis-Philippe Ier |
| VIIe législature | 17 août 1846     | 24 février 1848 | Armand Lherbette |                   | Opposition dynastique  | Avocat                                                      |